# Tibor Linka
Tibor Linka (* 13. Februar 1995 in Dunajská Streda) ist ein slowakischer Kanute.

## Karriere
Tibor Linka rückte 2015 von den Junioren in die slowakische Vierer-Kajak-Mannschaft auf. 2015 wurde er zusammen mit Erik Vlček, Juraj Tarr und Denis Myšák Weltmeister über 1000 Meter. Ein Jahr später holte das Quartett auf der gleichen Distanz in Moskau auch den Europameistertitel. Zudem gewann die Mannschaft auch Silber über 500 Meter.
Bei den Olympischen Sommerspielen 2016 in Rio de Janeiro starteten die Europameister im Rennen über 1000 m und belegten hinter den Deutschen den zweiten Rang.